# غرونوبل (دائرة إدارية)
غرونوبل (بالفرنسية: Arrondissement de Grenoble)‏ هي دائرة إدارية فرنسية، في فرنسا، تقع في إزار، بلغ عدد سكانها 740,543  نسمة وذلك حسب إحصائيات سنة 2015، عاصمتها غرونوبل، تبلغ مساحتها 4,715 كيلومتر مربع.

## التقسيمات الإدارية
- canton of Allevard  [لغات أخرى]‏
- canton of Le Bourg-d'Oisans  [لغات أخرى]‏
- canton of Clelles  [لغات أخرى]‏
- canton of Corps  [لغات أخرى]‏
- canton of Domène  [لغات أخرى]‏
- canton of Goncelin  [لغات أخرى]‏
- Canton of Grenoble-1 [الإنجليزية]‏
- Canton of Grenoble-2 [الإنجليزية]‏
- Canton of Grenoble-3 [الإنجليزية]‏
- canton of Mens  [لغات أخرى]‏
- canton of Monestier-de-Clermont  [لغات أخرى]‏
- canton of La Mure  [لغات أخرى]‏
- canton of Pont-en-Royans  [لغات أخرى]‏
- canton of Rives  [لغات أخرى]‏
- canton of Roybon  [لغات أخرى]‏
- canton of Saint-Étienne-de-Saint-Geoirs  [لغات أخرى]‏
- canton of Saint-Laurent-du-Pont  [لغات أخرى]‏
- canton of Saint-Marcellin  [لغات أخرى]‏
- canton of Fontaine-Sassenage  [لغات أخرى]‏
- canton of Le Touvet  [لغات أخرى]‏
- Canton of Tullins [الإنجليزية]‏
- canton of Valbonnais  [لغات أخرى]‏
- canton of Vif  [لغات أخرى]‏
- canton of Villard-de-Lans  [لغات أخرى]‏
- canton of Vinay  [لغات أخرى]‏
- canton of Vizille  [لغات أخرى]‏
- Canton of Voiron [الإنجليزية]‏
- canton of Échirolles-Est  [لغات أخرى]‏
- Canton of Grenoble-4 [الإنجليزية]‏
- canton of Grenoble-5  [لغات أخرى]‏
- Canton of Meylan [الإنجليزية]‏
- canton of Saint-Martin-d'Hères-Nord  [لغات أخرى]‏
- canton of Échirolles-Ouest  [لغات أخرى]‏
- canton of Eybens  [لغات أخرى]‏
- Canton of Fontaine-Seyssinet [الإنجليزية]‏
- canton of Grenoble-6  [لغات أخرى]‏
- canton of Saint-Martin-d'Hères-Sud  [لغات أخرى]‏
- canton of Saint-Ismier  [لغات أخرى]‏
- canton of Saint-Égrève  [لغات أخرى]‏
- غرونوبل
- Pontcharra [الإنجليزية]‏.